# Merishausen
Merishausen je obec ve švýcarském kantonu Schaffhausen. Žije zde 859 obyvatel.

## Geografie
Merishausen se nachází asi 7 km severně od hlavního města kantonu, Schaffhausenu, v údolí Merishausertal, sevřeném mezi sedmi kopci. Obcí protéká řeka Durach. V Merishausenu se nachází vrch Hagen, který je součástí pohoří Randen a s nadmořskou výškou 912 m je nejvyšším bodem kantonu Schaffhausen.
Severozápadně od obce probíhá hranice mezi Německem a Švýcarskem.

## Historie

Letecký pohled (1964)

Je zde doloženo několik sídlišť z pozdní doby bronzové a doby železné. Alamanské osídlení začalo koncem 6. stol. Zmínka o obci Morinishusun pochází z roku 846. Ve středověku vlastnily půdu mimo jiné kláštery St. Gallen, Allerheiligen a Rheinau, různé šlechtické rody a klášter Schaffhausen. Špitál a klášter, který patřil městu Schaffhausen, se stal postupně nejvýznamnějším vlastníkem půdy.
Sekularizací opatství Allerheiligen ve druhé polovině 20. let 15. století získalo město Schaffhausen nad Merishausenem vrchnostenské právo, i když poslední soudní právo získalo až v roce 1723. Kolem roku 1550 se Merishausen a sousední vesnice Bargen staly sedmým panstvím Schaffhausenu. Obecní záležitosti upravovala obecní nařízení z let 1470, 1555 a 1628. Kostel je připomínán v roce 846, patronátní kostel svatého Martina v roce 1519, současná stavba pochází z let 1589 (věž) a 1838 (loď). Začlenění kostela pod správu špitálu v Schaffhausenu proběhlo v roce 1326 a trvalo do roku 1868/69.
Nakonec se obec v roce 1839 vykoupila z područí města Schaffhausen. Od té doby bylo navždy zrušeno rozdělení obyvatelstva na městskou horní vrstvu a venkovskou poddanskou vrstvu. Od 11. července 1921 jezdí do Merishausertalu poštovní autobus.

## Obyvatelstvo

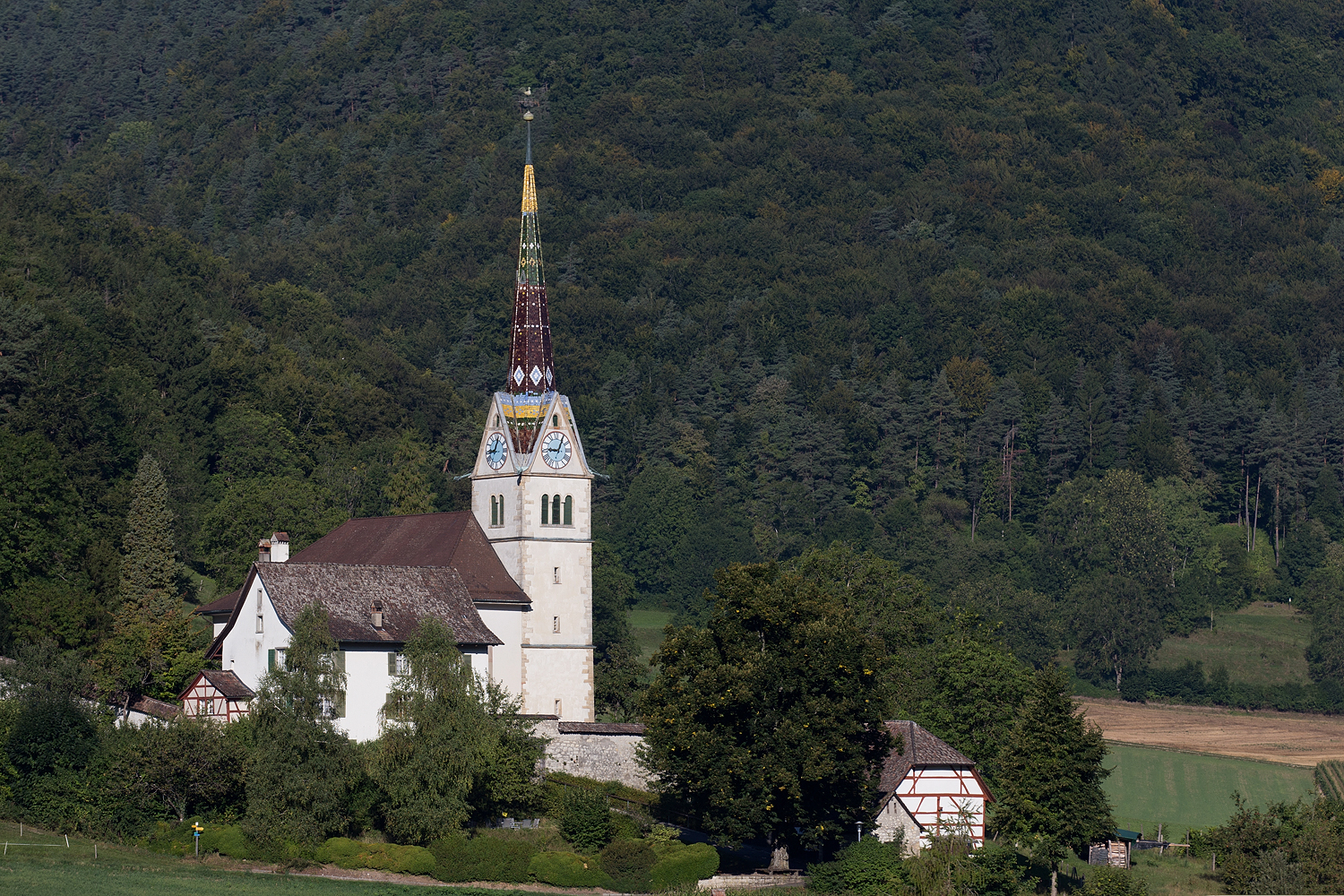
Kostel a fara

| Rok            | 1771 | 1798 | 1850 | 1950 | 2000 |
| Počet obyvatel | 467  | 674  | 932  | 539  | 644  |

## Hospodářství a doprava

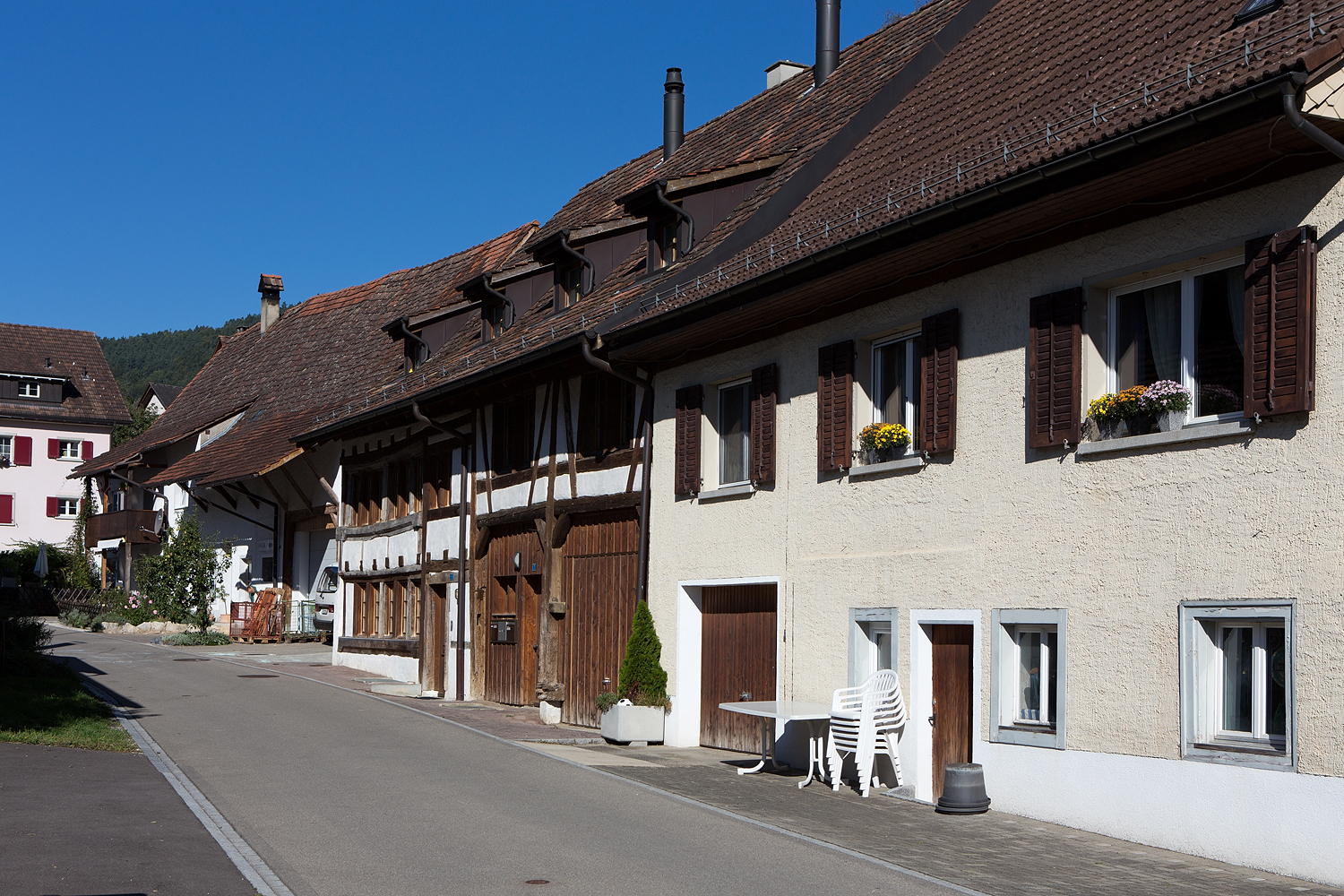
Hlavní ulice

Až do 20. století se obyvatelé živili zemědělstvím a obchodem se dřevem. Ve středověku bylo důležité zpracování železa, jehož počátky sahají možná až do doby železné. Zpracování železa je archeologicky doloženo od 10. století a písemně od roku 1323. Skončilo na konci středověku či na počátku novověku. Zemědělství ztratilo na významu ve 2. polovině 20. století, a to i přes meliorace provedené v roce 1964. V roce 1968 byla rychlostní silnice H4 prodloužena až k dálnici A4. 
Merishausen leží na hlavní silnici č. 4 ze Schaffhausenu do Bargenu. Kolem obce vede také rychlostní silnice H4, která však nemá v oblasti Merishausenu žádné křižovatky.
Napojení na síť veřejné dopravy zajišťují autobusové linky.